# フィンズベリー・パーク駅
フィンズベリー・パーク駅（フィンズベリー・パークえき、英語: Finsbury Park）は、ノース・ロンドンのイズリントン・ロンドン特別区のフィンズベリー・パークに位置するロンドン地下鉄とナショナル・レールの駅である。1861年に開業した。
ロンドン地下鉄の駅にはピカデリー線とヴィクトリア線の2路線が乗り入れる。ナショナル・レールの駅はイースト・コースト本線上にあり、駅南側でノーザン・シティ線が分岐している。当駅に停車するナショナル・レールの列車はゴヴィア・テムズリンク・レールウェイによって運行されており、テムズリンクとグレート・ノーザンの2つのブランドが用いられている。

## 隣の駅
ナショナル・レール
■テムズリンク（ゴヴィア・テムズリンク・レールウェイ）
テムズリンク
セント・パンクラス駅 - フィンズベリー・パーク駅 - スティーブニッジ駅
キングス・クロス駅 - フィンズベリー・パーク駅 - ポッターズ・バー駅
■グレート・ノーザン（ゴヴィア・テムズリンク・レールウェイ）
ノーザン・シティ線
ドレイトン・パーク駅 - フィンズベリー・パーク駅 - ハーリンゲイ駅／アレクサンドラ・パレス駅
ロンドン交通局
ロンドン地下鉄
■ピカデリー線
アーセナル駅 - フィンズベリー・パーク駅 - マナー・ハウス駅
■ヴィクトリア線
ハイベリー&イズリントン駅 - フィンズベリー・パーク駅 - セヴン・シスターズ駅

## バス路線
- 4: 北方面: アーチウェイ駅; 南方面: ウォータール駅
- 19: 北方面: 終点; 南方面: バタシー橋
- 29: 北方面: ウッド・グリーン 南方面: トラファルガー広場
- 106: 北方面: 終点; 南方面: ホワイトチャペル
- 153: 北方面: 終点; 南方面: リバプール・ストリート駅
- 210: 北方面: ブレント・クラス・ショッピング・センター; 南方面: 終点
- 236: 北方面: 終点; 南方面: ハクニー・ウィック (イースト・クロス・ルート)
- 253: 北方面: ハクニー・セントラル駅; 南方面: ユーストン駅
- 254: 北方面: ハロウェイ; 南方面: アルドゲイト駅
- 259: 北方面: エドモントン・グリーン駅; 南方面: キングス・クロス駅
- W3: 北方面: ノーサンバーランド・パーク駅; 南方面: 終点
- W7: 北方面: マスウェル・ヒル; 南方面: 終点

夜間バス
- N19: 北方面: 終点; 南方面: クラパムジャンクション駅
- N29: 北方面: エンフィールド・タウン; 南方面: トラファルガー広場
- N106: 北方面: 終点; 南方面: アルドゲイト駅
- N253: 北方面: トッテナム・コード・ロード; 南方面: アルドゲイト駅
- N279: 北方面: ウォルサム・クロス駅; 南方面: トラファルガー広場